# Kruh (film, 2014)
Kruh (Der Kreis) je švýcarský film z roku 2014, který režíroval Stefan Haupt podle vlastního scénáře. Film je kombinací dokumentárního a hraného filmu. Zachycuje postupný úpadek spolku Der Kreis a stejnojmenného časopisu na přelomu 50. a 60. let a osudy jeho protagonistů. Snímek měl světovou premiéru na Mezinárodním filmovém festivalu Berlinale 10. února 2014. Film byl v ČR uveden v roce 2014 na filmovém festivalu Mezipatra.

## Děj
Příběh začíná v roce 1956 v Curichu. Mladý učitel Ernst Ostertag právě nastoupil do dívčí školy, kde má však již od počátku problémy. Řediteli se nelíbí, že ve výuce žákyním vypráví o existencialismu. Mnohem závažnější je však to, že Ernst je homosexuál, a protože stále nemá definitivu, musí svou orientaci skrývat. Nicméně se stává členem spolku „Der Kreis”. Zde se seznamuje s travestie umělcem Röbim Rappem a oba se do sebe zamilují. Oba také zažívají rozkvět spolku, jehož existence je v té době v Evropě ojedinělou záležitostí, i jeho postupný úpadek. Tlak policie a radnice po sérii vražd homosexuálů, kdy je veřejnost zneklidněna, vede k omezení jeho činnosti. Také ředitel školy spáchá sebevraždu, když je při jedné z razií odhalena jeho totožnost. Nicméně Ernestovi ještě napíše doporučující posudek pro školskou komisi. Ernst a Röbi začnou žít spolu, ovšem Ernst musí i nadále vést dvojí život.
Hraný film je doplňován rozhovory Ernsta Ostertaga a Röbiho Rappa a jejich příbuzných a známých. Film končí informací, že se Ernst Ostertag a Röbi Rapp stali v roce 2003 prvním stejnopohlavním párem, který využil registrovaného partnerství schváleného v kantonu Curych v roce 2002.

## Historické pozadí
Der Kreis byl švýcarský spolek se sídlem v Curychu, který vydával stejnojmenný časopis. Organizace byla založena v roce 1943 poté, co byla ve Švýcarsku dekriminalizována stejnopohlavní sexuální aktivita. Spolek se zasazoval se o práva homosexuálů a svůj časopis šířil i do zemí, kde byla homosexualita trestně stíhaná. Spolek ukončil svou činnost v roce 1967.

## Obsazení
| Matthias Hungerbühler | Ernst Ostertag |
| Sven Schelker         | Röbi Rapp      |
| Anatole Taubman       | Felix          |
| Peter Jecklin         | Rolf           |
| Marianne Sägebrecht   | Erika          |
| Antoine Monot         | Gian           |
| Marie Leuenberger     | Gabi           |

## Ocenění
- 64. Berlinale:
  - Teddy Award za nejlepší dokumentární film
  - cena publika Panorama
- Torino Gay & Lesbian Filmfestival: nejlepší film
- Boston LGBT Filmfestival: cena publika
- Schwule Filmwoche Freiburg: cena publika
- Costa Azul Award, Prize Man and His Environment am Festroia International Film Festival Setúbal
- Švýcarská filmová cena v kategoriích nejlepší hraný film, nejlepší scénář a nejlepší herec (Sven Schelker)